# McLaren M30
A McLaren M30 egy Formula–1-es versenyautó, amit a McLaren tervezett, és az 1980-as Formula–1-es világbajnokság utolsó négy futamán vetették be.
Jellegénél fogva egy tesztautó volt, amit csak Alain Prost vezetett. Kifejlesztésének célja az volt, hogy a leszorítóerő terén további javulást érjenek el, ugyanis az M29-es modell megoldása már elavult volt.
Az egyetlen M30-as McLaren a szezonzáró amerikai nagydíjon balesetet szenvedett és megsérült, ezért az 1981-es idény első néhány futamán visszatértek az M29-eshez. Ez volt az utolsó önállóan fejlesztett McLaren, hiszen ezután a Ron Dennis vezette Project Four-ral fuzionáltak, és közösen készítették az újakat. A fennmaradt egyetlen példányt az ír versenyző, Alo Lawler vásárolta meg, és a nyolcvanas években több versenyen indult a brit Formule Libre kategóriában. Ezután eladta George Nuse-nak, aki Amerikába vitte és ott indult vele különféle történelmi versenyeken. Jelenlegi tulajdonosa, Sean Allen, 2004 óta versenyez vele az amerikai veterán versenyautó ligában.

## Eredmények
| Év   | Csapat                | Motor             | Gumik | Pilóták     | Versenyek | Versenyek | Versenyek | Versenyek | Versenyek | Versenyek | Versenyek | Versenyek | Versenyek | Versenyek | Versenyek | Versenyek | Versenyek | Versenyek | Pontok | Helyezés |
| Év   | Csapat                | Motor             | Gumik | Pilóták     | ARG       | BRA       | RSA       | USW       | BEL       | MON       | FRA       | GBR       | GER       | AUT       | NED       | ITA       | CAN       | USA       | Pontok | Helyezés |
| ---- | --------------------- | ----------------- | ----- | ----------- | --------- | --------- | --------- | --------- | --------- | --------- | --------- | --------- | --------- | --------- | --------- | --------- | --------- | --------- | ------ | -------- |
| 1980 | Marlboro Team McLaren | Ford Cosworth DFV | G     | Alain Prost |           |           |           |           |           |           |           |           |           |           | 6         | 7         | KI        | NI        | 11*    | 7.       |

* Csak 1 pontot gyűjtött a csapat az M30-assal, a többit az elődmodell M29-essel.